# Épiez-sur-Chiers
Épiez-sur-Chiers è un comune francese di 192 abitanti situato nel dipartimento della Meurthe e Mosella nella regione del Grand Est. Il territorio comunale è attraversato dal fiume Chiers.

## Società

### Evoluzione demografica
Abitanti censiti